# 4-та піхотна дивізія (Третій Рейх)
4-та піхотна дивізія (Третій Рейх) (нім. 4. Infanterie-Division) — піхотна дивізія вермахту за часів Другої світової війни. У серпні 1940 переформована на 14-ту танкову дивізію.

## Історія
4-та піхотна дивізія була сформована 1 жовтня 1934 року в ході 1-ї хвилі мобілізації в 4-му військовому окрузі у Дрездені.

## Райони бойових дій
- Польща (вересень 1939 — травень 1940);
- Франція (травень — серпень 1940).

## Командування

### Командири
- оберст, згодом генерал-майор та генерал-лейтенант Еріх Рашік (нім. Erich Raschick) (1 жовтня 1934 — 10 листопада 1938);
- генерал кавалерії Ерік Гансен (нім. Erick-Oskar Hansen) (10 листопада 1938 — 15 серпня 1940).